# Famille de Vimeur
Pour les articles homonymes, voir Rochambeau (homonymie).
La famille de Vimeur est une famille éteinte de la noblesse française, originaire de Touraine et établie dans le Vendômois.
Auguste-Philippe Donatien de Vimeur de Rochambeau, dernier représentant mort sans postérité en 1868, a adopté en 1862 l'historien Achille Lacroix, dont la descendance porte depuis le nom « Lacroix de Vimeur de Rochambeau ».

## Personnalités
- François-César de Vimeur de Rochambeau (-1749), chef d'escadre
- Joseph Charles de Vimeur de Rochambeau (1698-1779), gouverneur et grand bailli du Vendômois
- Marie-Claire-Therèse Bégon, marquise de Rochambeau (1704-1782), gouvernante des enfants du duc d'Orléans
- Jean-Baptiste Donatien de Vimeur de Rochambeau (1725-1807), maréchal de France, commandant en chef du corps expéditionnaire français lors de la guerre d'indépendance des États-Unis
- Donatien-Marie-Joseph de Rochambeau (1755-1813), lieutenant-général, gouverneur général de Saint-Domingue et gouverneur de la Martinique
- Auguste-Philippe Donatien de Vimeur de Rochambeau (1787-1868), colonel d'infanterie, aide de camp de Murat à Naples, Pair de France et dernier représentant de la famille de Rochambeau.

## Alliances
Les principales alliances de la famille de Vimeur de Rochambeau sont : Reille (1952), etc.

### Fonds d'archives
Les Archives nationales de France conservent sous la cote MC/ET/CXVIII/913/A un dossier « Rochambeau » contenant des pièces sur les familles de Vimeur de Rochambeau, d’Harville des Ursins de Traisnel, Roques de Clausonnette : comptes, ventes, quittances, testaments, inventaires après-décès, successions, autorisations, donations, partages, procurations, correspondance, etc., du XVIIIe au XIXe siècle.